# Tanytarsus brachyopsis
Tanytarsus brachyopsis är en tvåvingeart som beskrevs av Jean-Jacques Kieffer 1913. Tanytarsus brachyopsis ingår i släktet Tanytarsus och familjen fjädermyggor.
Artens utbredningsområde är Kenya. Inga underarter finns listade i Catalogue of Life.